# Álvaro Guimarães
Álvaro Soares Guimarães (Itumbiara, 26 de junho de 1948) é um agricultor e político brasileiro filiado ao DEM. Atualmente, exerceu o sétimo mandato de deputado estadual por Goiás. Junto a esposa é proprietário da Radio Difusora FM na cidade de Itumbiara. Possui três filhos  dois filhos do casamento com Cleusa Guimarães: a Dra. Simone Guimarães (pneumologista) e Sinomar Guimarães (artista plastico) e Silvinho Guimarães, fruto de um relacionamento extra conjugal.